# Poullignac
Poullignac är en kommun i departementet Charente i regionen Nouvelle-Aquitaine i västra Frankrike. Kommunen ligger  i kantonen Montmoreau-Saint-Cybard som ligger i arrondissementet Angoulême. År 2022 hade Poullignac 105 invånare.

## Befolkningsutveckling
Antalet invånare i kommunen Poullignac
Referens:INSEE